# هاري كاندل
هاري كاندل (بالإنجليزية: Harry Kandel)‏ هو قائد فرقة ‏ أمريكي، ولد في 1885، وتوفي في 1943.